# Afghani (depuis 2002)
Pour les articles homonymes, voir Afghani et AFN.
L'afghani est l'unité monétaire de l'Afghanistan.

## Historique
Cette monnaie a cours depuis le 7 octobre 2002, date à laquelle elle a commencé à remplacer l'ancien afghani, introduit en 1925. La période de conversion s'est terminée le 2 janvier 2003.
Son code ISO 4217 est AFN ; le symbole monétaire est ؋.
Il est divisé en 100 puli. Au 29 novembre 2023, le cours officiel de l'afghani en euro était de 75 afghanis pour 1 euro.

### Réforme monétaire
En 2002, l'afghani a été renommé, et il a reçu le nouveau code ISO 4217 AFN. Aucune subdivision n'a été établie. Il a remplacé l'afghani précédent à deux taux distincts : les émissions du gouvernement de l'ancien président Burhanuddin Rabbani (de jure 1992-2001) ont été remplacées à raison de 1 000 par le nouvel afghani, tandis que les émissions du seigneur de guerre Abdul Rachid Dostom (1992-1997 dans le nord de l'Afghanistan) ont été remplacées à raison de 2 000 par le nouvel afghani. Il a été créé dans un effort pour stabiliser l'économie et arrêter l'inflation rapide. Les billets ont été imprimés en Allemagne.
La nouvelle monnaie a été annoncée par le président Hamid Karzai le 4 septembre 2002 et a été introduite sur le marché le 8 octobre 2002. Cette réforme monétaire a été bien accueillie par le public car elle est un signe de sécurité et de stabilité, notamment en ce qui concerne l'effort de reconstruction du pays. Les gens n'avaient plus non plus à porter de nombreux sacs d'argent pour les choses ordinaires. C'était la première fois depuis de nombreuses années qu'une monnaie unique était sous le contrôle de la banque centrale au lieu de celui des seigneurs de la guerre. La plupart des anciens billets ont été détruits à la fin de 2002.
La Banque d'Afghanistan a adopté un régime de taux de change flottant et a laissé le taux de change être déterminé librement par les forces du marché. Le nouvel afghani a été évalué à 43 afghanis pour un dollar américain.
Après s'être fortement dévalué au cours du dernier trimestre 2003/2004, l'afghani s'est régulièrement valorisé, gagnant 8 % par rapport au dollar américain entre mars 2004 et juillet 2004. Cette augmentation, à un moment où l'inflation augmente, semble refléter une plus grande volonté de la population d'utiliser l'afghani comme moyen d'échange et comme réserve de valeur. Cette tendance semble être attribuable à la stabilité relative du taux de change depuis l'introduction de la nouvelle monnaie, aux mesures administratives visant à promouvoir son utilisation, telles que l'obligation faite aux commerçants d'indiquer le prix des marchandises en afghani. Les investisseurs effectuent de plus en plus de paiements en afghani au lieu de dollars américains et cela semble être largement accepté. En 2009, l'afghani était évalué à 45 afs pour un dollar américain. En 2019, l'afghani a atteint 75 afs pour un dollar américain.

## Pièces
En 2005, des pièces de 1, 2 et 5 Afghani ont été introduites.
| Avers | Revers | Valeur    | Émission | Métal        | Diamètre (mm) | Poids (g) | Avers                      | Revers                             |
| ----- | ------ | --------- | -------- | ------------ | ------------- | --------- | -------------------------- | ---------------------------------- |
|       |        | 1 Afgani  | 2005-    | Acier cuivré | 19,5          | 3.25      | Armoiries de l'Afghanistan | د افغانستان بانک - ١ - يو افغانۍ   |
|       |        | 2 Afganis | 2005-    | Acier        | 22            | 4,1       | Armoiries de l'Afghanistan | د افغانستان بانک - ٢ - دوه افغانۍ  |
|       |        | 5 Afganis | 2005-    | Cu+Ni+Zn     | 23,5          | 5,26      | Armoiries de l'Afghanistan | د افغانستان بانک - ۵ - پنځه افغانۍ |

## Billets de banque
Le 7 octobre 2002, les billets de banque ont été introduits en coupures de 1, 2, 5, 10, 20, 50, 100, 500 et 1000 afghanis. Les billets de 1, 2 et 5 afghanis ont été remplacés par des pièces en 2005. En 2004 et 2008, les éléments de sécurité de plusieurs coupures ont été améliorés. En 2014, un nouveau billet de 1 000 afghanis a été introduit pour prévenir la contrefaçon.
| Série de billets de 2002 | Série de billets de 2002 | Série de billets de 2002 | Série de billets de 2002 | Série de billets de 2002 | Série de billets de 2002              | Série de billets de 2002           | Série de billets de 2002 |
| Image                    | Image                    | Valeur                   | Dimensions               | Couleur principale       | Description                           | Description                        |                          |
| Avers                    | Revers                   | Valeur                   | Dimensions               | Couleur principale       | Avers                                 | Revers                             |                          |
| ------------------------ | ------------------------ | ------------------------ | ------------------------ | ------------------------ | ------------------------------------- | ---------------------------------- | ------------------------ |
|                          |                          | 1 afghani                | 131 × 55 mm              | Rose                     | Sceau de la Da Afghanistan Bank       | Mosquée à Mazâr-e Charîf           |                          |
|                          |                          | 2 afghanis               | 131 × 55 mm              | Bleu                     | Sceau de la Da Afghanistan Bank       | Jardins de Paghman                 |                          |
|                          |                          | 5 afghanis               | 131 × 55 mm              | Brun                     | Sceau de la Da Afghanistan Bank       | Bala Hissar                        |                          |
|                          |                          | 10 afghanis              | 136 × 56 mm              | jaune vert               | Mausolée Ahmed Shah Durrani, Kandahar | Jardins de Paghman                 |                          |
|                          |                          | 20 afghanis              | 140 × 58 mm              | Brun                     | Tombe de Mahmud of Ghazni             | Arg, Palais présidentiel de Kaboul |                          |
|                          |                          | 50 afghanis              | 144 × 60 mm              | vert foncé               | Mosquée Chah Do Chamira               | Col de Salang                      |                          |
|                          |                          | 100 afghanis             | 148 × 62 mm              | Violet                   | Mosquée Poul-e Khichti                | Arche de Bost                      |                          |
|                          |                          | 500 afghanis             | 152 × 64 mm              | Bleu                     | Grande Mosquée de herat               | Tour de l'aéroport de Kandahar     |                          |
|                          |                          | 1000 afghanis            | 156 × 66 mm              | Orange                   | Mazâr-e Charîf                        | Tombe de Ahmad Shah Durrani Baba   |                          |